# The Rain (песня K. Michelle)
«The Rain» (с англ. — «Дождь») — песня американской певицы K. Michelle, вышедшая 25 октября 2019 года на лейбле eOne Music в качестве второго сингла из её пятого студийного альбома All Monsters Are Human (2020). Продюсированием песни занимался Jazze Pha, а её авторами стали Мишель, Pha, Рафаэль Ишман, Кори Мур, Джимми Джем и Терри Льюис.
Сингл занял восьмое место в американском соул-чарте Adult R&B Songs и двадцать пятое в R&B/Hip-Hop Airplay (Billboard).

## История
Мишель поделилась песней со своими поклонниками через Instagram в апреле 2019 года. Трек был спродюсирован американским рэпером, продюсером и автором Jazze Pha и сэмплирует хит 1988 года «Can You Stand the Rain» R&B-группы New Edition.

## Отзывы
Эрика Мари из сайта HotNewHipHop заявила: «Когда K. Michelle впервые анонсировала „The Rain“, фанаты подумали, что она отдаёт дань уважения классическому треку R&B-группы SWV „Rain“ 1998 года. Однако, Мишель и Jazze Pha выбрали для сексуального трека певицы культовый чарттоппер соул-чартов 1988 года группы New Edition „Can You Stand The Rain“. „The Rain“ тоже не о погоде; мы просто оставим вам возможность послушать песню и понять, о какой сырости говорит К. Мишель». Бриттани Бёртон из Respect прокомментировала концепцию Мишель, заявив: «Её желание раздвинуть границы между сексуальностью и чувственностью ярко проявилось в этом сингле. Но самое главное, Мишель напоминает поклонникам, что настоящий R&B здесь и процветает как никогда раньше. Её страсть к своему ремеслу и созданию совершённых произведений — вот почему она так долго продержалась в музыкальном бизнесе».

## Музыкальное видео
Музыкальный клип на песню «The Rain» был снят режиссёром Закари Грейтоном, его премьера состоялась одновременно с релизом песни 25 октября 2019 года.

## Живые выступления
K. Мишель дебютировала с песней, впервые выступив на Soul Train Music Awards 17 ноября 2019 года. Во время выступления певица была одета в полностью белое платье, а компанию ей составили четыре танцора-бэк-вокалиста в белых смокингах. По словам Алексис Риз из BET, Мишель исполнила «знойный» вокал на фоне простых белых декораций. 30 января 2020 года Мишель исполнила песню на шоу Венди Уильямс (The Wendy Williams Show).

## Чарты

### Еженедельные чарты
| Чарт (2019—2020)                     | Высшая позиция |
| ------------------------------------ | -------------- |
| США (Billboard Digital Songs)        | 28             |
| США (R&B/Hip-Hop Airplay, Billboard) | 25             |
| США (Billboard Adult R&B Songs)      | 8              |